# جوزيف بورنس (لاعب كرة قاعدة)
جوزيف بورنس (بالإنجليزية: Joseph Burns)‏ هو لاعب كرة قاعدة أمريكي، ولد في 26 مارس 1889 في Ipswich, Massachusetts ‏ في الولايات المتحدة، وتوفي في 12 يوليو 1987 في بيفرلي في الولايات المتحدة.

## وصلات خارجية
- جوزيف بورنس على موقعبيزبول رفرنس.كوم (الدوري الرئيسي) (الإنجليزية)
- جوزيف بورنس على موقعبيزبول رفرنس.كوم (الدوري الثانوي) (الإنجليزية)